# Самі Ммає
Самі Ммає (фр. Samy Mmaee, нар. 8 вересня 1996, Галле) — бельгійський і марокканський футболіст, захисник угорського «Ференцвароша» і національної збірної Марокко.
Володар Кубка Бельгії. 

## Клубна кар'єра
Народився 8 вересня 1996 року в бельгійському Галле у родині камерунця і марокканки. Вихованець юнацьких команд футбольних клубів «Зуун», «Брюссель», «Гент» та «Стандард» (Льєж).
У дорослому футболі дебютував 2014 року виступами за команду «Стандард» (Льєж), в якій провів три сезони. Так і не пробившись до основного складу льєзької команди, 2017 року був відданий в оренду до нідерландського МВВ, а за рік на умовах повноцінного контракту приєднався до «Сент-Трюйдена». Відіграв за команду із Сінт-Трейдена наступні два з половиною сезони своєї ігрової кар'єри.
У лютому 2021 року за 500 тисяч євро перейшов до «Ференцвароша».

## Виступи за збірні
2014 року дебютував у складі юнацької збірної Бельгії (U-19), загалом на юнацькому рівні взяв участь у 4 іграх.
Протягом 2016–2018 років залучався до складу молодіжної збірної Бельгії. На молодіжному рівні зіграв у 5 офіційних матчах.
2020 року дебютував в офіційних матчах у складі національної збірної Марокко, батьківщини своєї матері.

## Особисте життя
Має молодшого на один рік брата Раяна, з яким починав грати у «Стандарді», виступав за юнацькі та моложіжну збірні Бельгії і згодом воз'єднався у збірній Марокко та «Ференцвароші».
| Дата       | Місто      | Господарі                        | Результат | Гості                            | Турнір                                  | Голи | Примітки |
| ---------- | ---------- | -------------------------------- | --------- | -------------------------------- | --------------------------------------- | ---- | -------- |
| 9-10-2020  | Рабат      | Марокко                          | 3 – 1     | Сенегал                          | товариський матч                        | -    |          |
| 13-10-2020 | Рабат      | Марокко                          | 1 – 1     | ДР Конго                         | товариський матч                        | -    |          |
| 12-11-2020 | Касабланка | Марокко                          | 4 – 1     | Центральноафриканська Республіка | Відбір до Кубка африканських націй 2021 | -    |          |
| 17-11-2020 | Дуала      | Центральноафриканська Республіка | 0 – 2     | Марокко                          | Відбір до Кубка африканських націй 2021 | -    | 37'      |
| 12-6-2021  | Рабат      | Марокко                          | 1 – 0     | Буркіна-Фасо                     | товариський матч                        | -    | 67'      |
| 2-9-2021   | Рабат      | Марокко                          | 2 – 0     | Судан                            | Відбір до ЧС 2022                       | -    |          |
| Усього     |            | Матчів                           | 6         |                                  | Голів                                   | 0    |          |

## Титули і досягнення
- Володар Кубка Бельгії (1):

«Стандард» (Льєж): 2015-16
- Чемпіон Угорщини (2):

«Ференцварош»: 2021-22, 2022-23
- Володар Кубка Угорщини (1):

«Ференцварош»: 2021-22